# Camposilvano (Vallarsa)
Camposilvano è una frazione del comune sparso di Vallarsa.

## Storia e descrizione

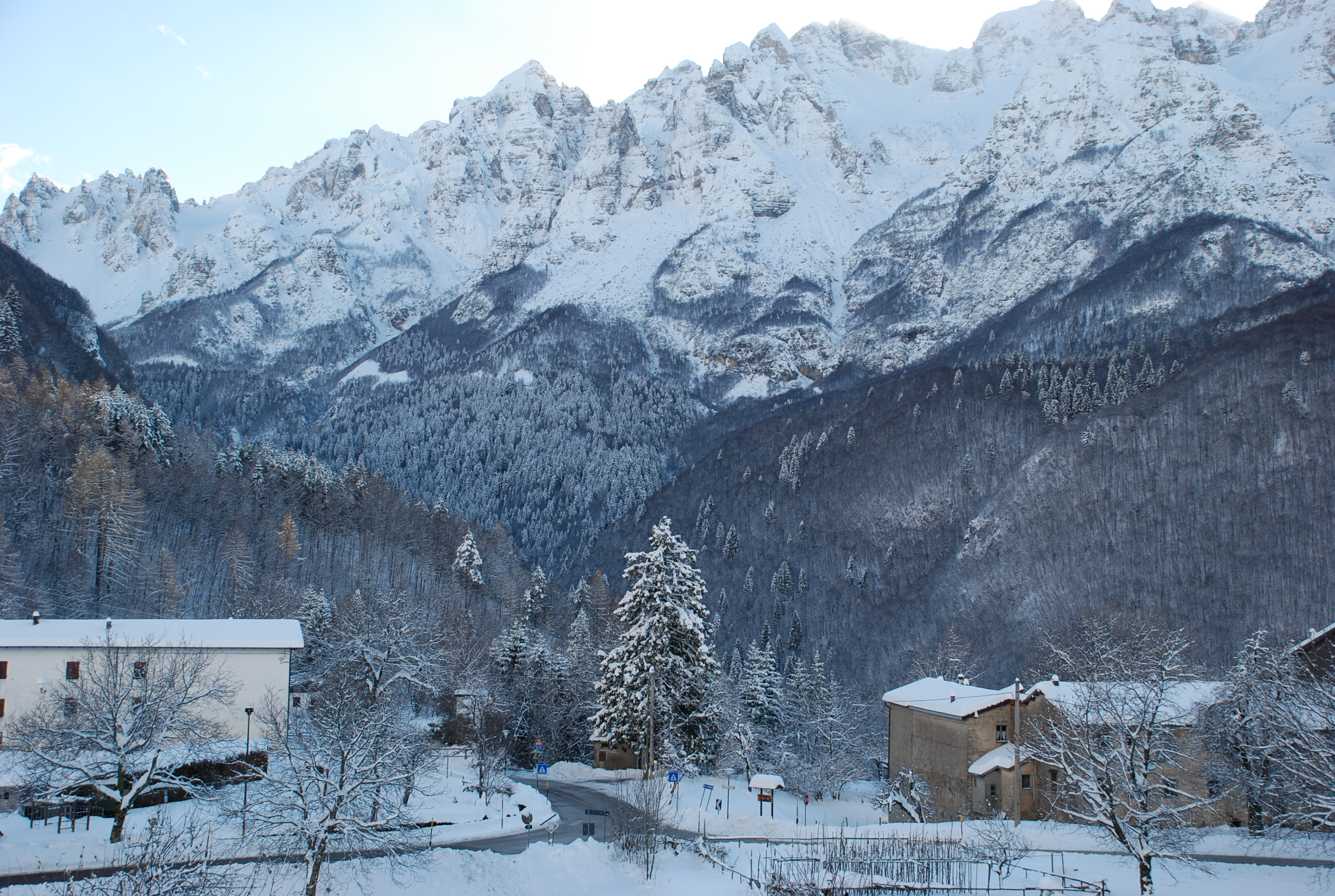
Panorama invernale

Fondato da carbonari arrivati in cerca di carbone, è stato teatro di scontri tra partigiani e soldati tedeschi durante la seconda guerra mondiale.
Adesso è un paese di villeggiatura poco sviluppato, posto ad una altitudine di 1000 m e distante circa 5 km dal confine veneto, è circondato da catene montuose come le Piccole Dolomiti. Vi abitano circa sessanta persone, molti però vengono solo in villeggiatura durante il periodo estivo o natalizio.

## Geografia
Camposilvano è situata a un'altitudine di 1.000 metri sul livello del mare, nel cuore della Vallarsa. Nei pressi del paese scorrono due affluenti del Leno, uno dei quali passa attraverso il lago di Speccheri.
Intorno a Camposilvano vi sono diversi sentieri escursionistici, fra cui l'anello Camposilvano-Campogrosso, un itinerario di circa 13 km.

## Monumenti e luoghi d'interesse

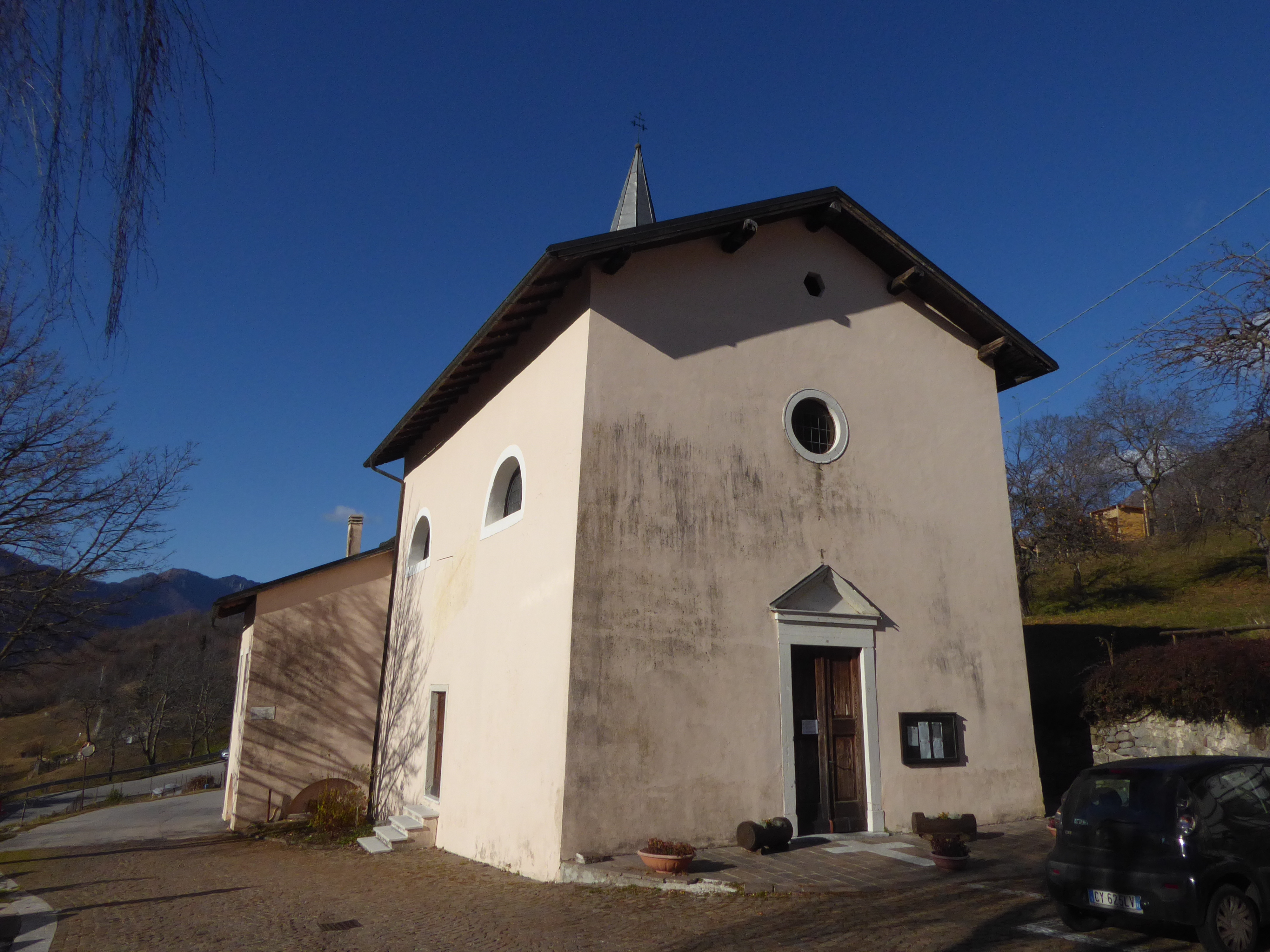
La chiesa della Santissima Trinità

### Architetture religiose
- Chiesa della Santissima Trinità: parrocchiale, fondata nel 1714

### Aree naturali
Camposilvano, frazione del comune di Vallarsa, è immersa in un contesto montano di notevole pregio naturalistico, situata tra le pendici delle Piccole Dolomiti e le vallate trentine. Il paesaggio è caratterizzato da boschi di conifere, prati d'altura e formazioni rocciose, offrendo un ambiente ideale per attività all'aria aperta.
Tra i percorsi escursionistici di rilievo si segnala il Sentiero della Transumanza (CAI 151), che da Camposilvano risale la Val Sinello fino al Passo di Campogrosso, attraversando ambienti boschivi e pascoli alpini. Il sentiero, tradizionalmente utilizzato per la transumanza del bestiame, offre scorci panoramici e la possibilità di osservare la flora e la fauna locali. 
La zona è attraversata da numerosi altri sentieri ben segnalati, che collegano Camposilvano ai principali percorsi della Vallarsa e delle Piccole Dolomiti. Questi itinerari consentono di esplorare boschi, radure e punti panoramici, offrendo opportunità di osservazione della flora e fauna alpina. L’area è frequentata da escursionisti, naturalisti e appassionati di montagna alla ricerca di un ambiente autentico e poco antropizzato. 
Grazie alla sua posizione strategica e alla ricchezza ambientale, Camposilvano rappresenta una meta ambita per gli amanti della montagna, dell’escursionismo e dell’osservazione naturalistica.

## Cultura e tradizioni
Una delle più importanti feste tradizionali della Vallarsa è la "Ganzega del Bosco", che si tiene a Camposilvano. Durante l'evento, i partecipanti possono immergersi nelle tradizioni locali, degustare prodotti tipici e assistere a rappresentazioni culturali.
Durante il periodo natalizio nel paese viene allestito il "Villaggio di Natale di Camposilvano", con vendita di prodotti artigianali, dolciumi locali e decorazioni natalizie, oltre alla rappresentazione della Natività.